# Hydrophis major
Hydrophis major (Syn. Disteira major) ist eine Schlangenart aus der Gattung der Ruderschlangen (Hydrophis) und wird innerhalb der Familie der Giftnattern zu den Seeschlangen eingeordnet. Im Englischen wird die Art auch als „Olive-headed Seasnake“ oder „Greater Seasnake“ bezeichnet. Im deutschsprachigen Raum findet sich unter Umständen frei übersetzt die Bezeichnung „Olivkopf-Seeschlange“.

## Merkmale
Hydrophis major ist eine mittelgroße Schlangenart mit kräftigem Körper. Der Kopf setzt sich kaum vom Hals ab, die Augen weisen bei Lichteinfall runde Pupillen auf. Der Hals ist schlank und langgestreckt, der mittlere und hintere Kröer relativ gleichmäßig geformt. Der Schwanz ist seitlich zusammengedrückt. Es wird eine maximale Gesamtlänge von etwa 196 cm erreicht, wobei die Art selten länger als 160 cm wird. Bei einer durchschnittlichen Gesamtlänge von 105 cm erreichen entfallen etwa 12 cm auf den Schwanz. Die Grundfärbung des Körpers ist gelblich oder blass bräunlich auf der Oberseite, mit dunkleren braunen oder schwärzlichen Querbalken. Die Querbalken können alle gleich breit oder abwechselnd breit und schmal sein. Die Bauchseite ist weiß und zeigt kleine dunkelbraune Flecken, welche auch fehlen können. Im vorderen Oberkiefer befinden sich unbewegliche Fang- bzw. Giftzähne (proteroglyphe Zahnstellung). Beiderseits zeigen sich im Oberkiefer 3 bis 9 weitere Zähne hinter den Fangzähnen. Das Palatinum trägt 8 bis 9 und das Pterygoid 14 bis 27 Zähne. Im Unterkiefer lassen sich 20 bis 22 Zähne zählen. Unter den Augenschilden zeigen sich ein Präokularschild und ein bis zwei Postokularschilde. Es sind zwei vordere Temporalschilde vorhanden. Von 7 bis 8 Oberlippenschilden berühren das 3. und 4. Schild den Augenunterrand. Der Unterkiefer weist 8 bis 9 Unterlippenschilde auf. Hinter dem 3. Unterlippenschild zeigt sich eine Reihe kleiner Zähnchen am Rand der Mundöffnung. Die vorderen Kinnschilde stehen nicht oder wenig in Kontakt zur Unterkieferfurche und sind von dieser weitgehend durch die ersten, verlängerten Unterlippenschilde getrennt. Der Körper wird am Hals von 30 bis 36 Reihen, um die Körpermitte von 37 bis 45 Reihen Dorsalschuppen bedeckt. Diese sind insbesondere bei adulten Exemplaren stark gekielt. Die Bauchseite wird von 210 bis 270 Ventralschilden bedeckt, welche etwas breiter als die angrenzenden Dorsalschuppen und doppelt gekielt sind. Das Präanalschild ist deutlich vergrößert.

## Verbreitung
Das Verbreitungsgebiet von Hydrophis major umfasst Küsten des südlichen Papua-Neuguinea, die Arafura-See und Küstengewässer vor Australien (Northern Territory, Queensland, Westaustralien sowie eventuell auch New South Wales). Die Art wurde auch in Neukaledonien, einschließlich der Loyalty Islands, gefunden. Hydrophis major besiedelt marine Habitate und ist aus einer Vielzahl von Lebensräumen bekannt. Sie kommt in Golfen und Buchten sowie vor Festlandküsten vor. Dabei werden Flussläufe, die unter dem Einfluss von Gezeiten stehen ebenfalls besiedelt. Der Untergrund der Gewässer ist schlammig oder sandig.

## Lebensweise
Die bekannte Tauchtiefe reicht bis etwa 22 Meter unter die Wasseroberfläche. Das Beutespektrum von Hydrophis major umfasst verschiedene Fische. Die Fortpflanzung erfolgt durch Ovoviviparie, also ei-lebendgebärend.

## Population, Gefährdung und Schutz
Hydrophis major wird als Beifang in Schleppnetzen von Trawlern gefangen. Dieser Umstand wirkt sich jedoch scheinbar nicht auf die Populationen aus. Die Art wird in ihrem Gesamtbestand als nicht gefährdet eingestuft, über die Populationsentwicklung ist jedoch nichts bekannt. Im Golf von Carpentaria ist Hydrophis major eine häufige Art im Beifang der Schleppnetze, macht jedoch im Beifang vor Queensland nur etwa 1 Prozent der Seeschlangen aus, womit sie dort seltener ist. Es gibt keine artspezifischen Schutzmaßnahmen, aber Hydrophis major kann in Meeresschutzgebieten vorkommen. Keine Seeschlangenart ist derzeit in der CITES-Liste (Washingtoner Artenschutzabkommen) aufgeführt.

## Taxonomie
Die wissenschaftliche Erstbeschreibung erfolgte 1802 durch den englischen Naturforscher George Shaw unter der Bezeichnung Hydrus major. Der Lectotypus ist BMNH 1946.1.9.24, als Terra typica wird nach Cogger (1983) der Indische Ozean angegeben. Das Epitheton „major“ bedeutet „groß“ und ist vermutlich an die Körpergröße der Art angelehnt. Es werden keine Unterarten aufgeführt. Folgende Synonyme sind bekannt:
- Hydrus major Shaw 1802
- Disteira doliata Lacépède 1804
- Pelamis shavii Merrem 1820
- Hydrophis mentalis Gray 1842; Holotypus: BMNH 1946. 1. 9. 24, aus dem Indischen Ozean
- Disteira doliata – Dumérin & Bibron 1854; Holotypus aus Australien verloren
- Disteira dumerilii Jan 1859; Holotypus: MNHP 7705, aus Australien
- Hydrophis lacepedei Jan 1859
- Disteira major Boulenger 1896
- Distira nasalis De Vis 1905; Holotypus: QM J203, aus Queensland, Australien
- Hydrophis major – Smith 1974
- Disteira major – Cogger 1983
- Disteira major – Welch 1994
- Hydrophis major – Rasmussen 1997
- Disteira major – Cogger 2000
- Hydrophis major – Bauer & Sadlier 2000
- Disteira major – Kharin 2005
- Disteira major – Wilson & Swan 2010
- Hydrophis major – Sanders et al. 2012
- Disteira major – Wallach et al. 2014

Die Systematik der Gattung Hydrophis wie auch von Hydrophis major ist Gegenstand der Forschung und kann je nach aktueller Informationslage und Autor variieren.
Disteira doliata Lacépède, 1804 ist die Typusart der Gattung Disteira Lacépède, 1804. Disteira ist auch die Typusgattung des Stammes Disteirini Kharin 2009. Burger und Natsuno (1974) ordneten Disteira (sensu McDowell, 1972) der Gattung Hydrophis zu und begründeten dies damit, dass sich die Form des Giftdrüsenmuskels nicht genug unterscheide, um eine eigene Gattung zu rechtfertigen. Später ließ Cogger (1975) die Gattungen Enhydrina, Astrotia und Disteira wieder aufleben und ordnete Hydrophis nigrocinctus, Hydrophis walli (heute ein Synonym von Hydrophis nigrocinctus) und Hydrophis hendersoni der letzteren zu. Cogger (1975) widersprach Burger und Natsuno, indem er argumentierte, dass die morphologischen Merkmale, die die drei letztgenannten Gattungen voneinander trennen, zu ausgeprägt seien, um alle Arten in eine Gattung aufzunehmen.

## Schlangengift
Die Art besitzt einen Giftapparat und setzt ihr Giftsekret zum Beuteerwerb ein. Bei einem Giftbiss können etwa 22,8 mg (Trockengewicht) des Giftsekrets abgegeben werden. Das Toxingemisch von Hydrophis major enthält insbesondere postsynaptisch wirksame Neurotoxine, also Substanzen, welche die postsynaptischen Nikotinrezeptoren blockieren und somit die Erregungsübertragung auf die motorische Endplatte hemmen. Dies führt zu einer Paralyse. Myotoxische Bestandteile sind wahrscheinlich ebenfalls im Gift der Art enthalten. Nach Giftbiss treten lokal nur leichte oder gar keine Beschwerden auf. Innerhalb der ersten sechs Stunden nach Giftbiss bilden sich unter Umständen Lähmungsanzeichen wie flache Atmung oder Ptosis sowie Hinweise auf eine Myolyse aus. Sekundär kann es zu nierenschädigenden oder kardiotoxischen Effekten kommen. Nach Giftbiss sollte ein Kompressionsverband angelegt werden, um die Ausbreitung der Giftstoffe von der Bissstelle aus zu verlangsamen (Pressure/Immobilization Technique). Neben der symptomatischen Therapie ist die Gabe von Antivenin (Sea Snake Antivenom, CSL Limited) die wichtigste therapeutische Maßnahme, unter Umständen sind mehrere Dosen des Antiserums erforderlich.